# Milot Rashica
Milot Rashica (ur. 28 czerwca 1996 w Vučitrnie) – kosowski piłkarz grający na pozycji napastnika w tureckim klubie Beşiktaş.

## Życiorys

### Kariera klubowa
Jest wychowankiem KF Vushtrria, klubu ze swojego rodzinnego miasta. 1 lipca 2015 został piłkarzem Vitesse. W rozgrywkach Eredivisie zadebiutował 9 sierpnia 2015 w zremisowanym 1:1 meczu z Willem II Tilburg. Od stycznia 2018 do czerwca 2021 roku był piłkarzem niemieckiego Werderu Brema. Po spadku drużyny do 2.Bundesligi przeniósł się do angielskiego Norwich City za kwotę 11 milionów euro. 

#### Süper Lig
W dniu 8 września 2022 roku Milot Rashica dołączył do Galatasaray na zasadzie rocznego wypożyczenia, za które klub zapłacił 1,5 miliona euro. Zadebiutował 11 września w wygranym 3:2 meczu z Kasımpaşa, wchodząc na boisko w 83. minucie. Pierwszą bramkę strzelił 28 stycznia 2023 roku w meczu przeciwko Giresunspor. W sezonie 2022/23 zdobył 2 bramki i zaliczył 3 asysty w 18 meczach, przyczyniając się do mistrzostwa Galatasaray. 
15 sierpnia 2023 roku podpisał czteroletni kontrakt z Beşiktaşem. Z drużyną wywalczył Puchar Turcji 2023/24 oraz Superpuchar Turcji 2024/25.

### Kariera reprezentacyjna
Na początku kariery piłkarskiej reprezentował kadry juniorskie i młodzieżowe Albanii: U-17, U-19 i U-21. 29 marca 2016 w meczu przeciwko Luksemburgowi zadebiutował w seniorskiej reprezentacji tego kraju. W tym samym roku postanowił jednak reprezentować Kosowo. W reprezentacji Kosowa zadebiutował 5 września 2016 w przegranym 0:2 spotkaniu przeciwko Turcji.
Pierwszą swoją bramkę w karierze reprezentacyjnej zdobył podczas meczu Ligi Narodów UEFA w 2018 przeciwko Wyspom Owczym, który zakończył się remisem 1:1.

## Sukcesy

### Klubowe
Vushtrria
- Superliga e Kosovës: 2013/14

Vitesse
- KNVB Cup: 2016/17

Galatasaray
- Mistrz Turcji: 2022/23

Beşiktaş JK
- Puchar Turcji: 2023/24
- Superpuchar Turcji: 2024/25